# Baba Zula
Baba Zula è un gruppo proveniente da Istanbul che, come il ponte sul Bosforo, prova ad unire oriente ed occidente.
La loro musica mescola strumenti tradizionali medio-orientali con l'elettronica, e nei loro concerti si esibisce una danzatrice del ventre.
In Psychebelly Dance Music del 2003 collabora con loro il re del dub, Mad Professor. Nel disco "Duble Oryantal" del 2005 collabora con il gruppo l'ex bassista dei berlinesi Einstürzende Neubauten. Spesso essi registrano suoni naturali per poi inciderli nei loro Cd.

## Discografia
- Tabutta Rovaşata (1996)
- Üç Oyundan Onyedi Müzik (1999)
- Psychebelly Dance Music (2003)
- Duble Oryantal (2005)
- Dondurman Gaymac (2006)
- Kökler (2007)
- Gecekondu (2010)
- 34 Oto Sanayi (2014)

## Formazione
- Levent Akman (percussioni, ninnoli, effetti elettronici)
- Murat Ertel (saz, cordofoni vari, voce)
- Çosar Kamiçi (darbuka, percussioni)

## Membri precedenti
- Emre Onel (darbuka)